# David Wise (componist)
David Wise (Leicestershire, 13 september 1967) is een Brits componist, die muziek schrijft voor computerspellen. Hij was lange tijd de enige componist die werkzaam was voor het bedrijf Rare (Ultimate Play The Game) vanaf 1985. In 2009 is hij vertrokken bij Rare.
Wise is vooral bekend geworden door zijn muziek voor de Donkey Kong Country-reeks computerspellen. Hij schreef de belangrijkste muziekstukken voor het eerste deel (enkele stukken werden geschreven door Robin Beanland en Eveline Novakovic-Fischer) en voor het spel Donkey Kong Country 2: Diddy's Kong Quest schreef hij alle muziek.

## Carrière
Wise begon zijn carrière bij Rare toen de broer Stamper (de oprichters van Rare) hem ontdekten in de muziekwinkel waar Wise destijds werkte. Hij demonstreerde een Yamaha CX5M aan de broers waarop hij zijn eigen gecomponeerde muziek had geprogrammeerd, en vervolgens boden zij hem een baan als componist aan bij hun bedrijf.
Sindsdien heeft hij aan ongeveer 70 soundtracks gewerkt voor Rare. Aan het begin van zijn carrière werkte hij vooral voor consoles zoals de NES en de Game Boy.
Hij componeerde een compleet nieuwe soundtrack voor het spel Donkey Kong Country 3 voor de Game Boy Advance uit 2005. De soundtrack van Donkey Kong Country 3 voor de Super NES was grotendeels geschreven door Eveline Novakovic-Fischer, in dezelfde stijl als zijn muziek voor Donkey Kong Country en Donkey Kong Country 2.
Wise werkte na zijn vertrek in 2009 bij Rare als freelance componist. Zijn eerste grote opdracht was voor het spel Tengami voor de iPad. Dit spel is geproduceerd door ontwikkelaar Nyamyam en bestaat grotendeels uit ex-medewerkers van ontwikkelaar Rare. Wise werkte ook regelmatig samen met andere spelcomponisten zoals Grant Kirkhope, Robin Beanland, Steve Burke en Graeme Norgate.
In 2013 keerde Wise terug als componist voor de Donkey Kong Country-reeks. Hij heeft de muziek geschreven voor het spel Donkey Kong Country: Tropical Freeze van ontwikkelaar Retro Studios (onderdeel van Nintendo).

## Werken
Een selectie van speltitels waarvoor Wise de muziek heeft geschreven:
- Slalom (1987, NES)
- R.C. Pro-Am (1988, NES)
- Battletoads (1991, NES)
- Snake Rattle 'n' Roll (NES)
- Donkey Kong Country (1994, Super NES)
- Donkey Kong Country 2: Diddy's Kong Quest (1995, SNES)
- Donkey Kong Country 3: Dixie Kong's Double Trouble! (1996, Gameboy Advance)
- Diddy Kong Racing (1997, Nintendo 64)
- Star Fox Adventures (2002, Gamecube)
- Donkey Kong Country: Tropical Freeze (2014, Wii U, Switch)
- Tengami (2015, iOS, Wii U, Windows, Mac OS)
- Snake Pass (2017, Windows, Xbox One, PlayStation 4, Switch)
- Yooka-Laylee (2017, Windows, Xbox One, Playstation 4, Switch)
- Yooka-Laylee and the Impossible Lair (2019, Windows, Xbox One, Playstation 4, Switch)